# Manila (California)
Manila es un lugar designado por el censo ubicado en el condado de Humboldt en el estado estadounidense de California. En el año 2010 tenía una población de 784 habitantes.

## Geografía
Manila se encuentra ubicado en las coordenadas 40°51′2″N 124°9′48″O / 40.85056, -124.16333.